# Taraxacum mujense
Taraxacum mujense là một loài thực vật có hoa trong họ Cúc. Loài này được Petroch. miêu tả khoa học đầu tiên năm 1971.